# 姪浜大通り
姪浜大通り（、ローマ字表記: Meinohama Ōdōri）は、福岡県道560号都地姪浜線のうち福岡県福岡市西区の姪浜五丁目交差点から福重交差点までの区間について付けられた福岡市道路愛称である。

## 特徴
下山門通りは国道202号と福岡市西区の姪浜の中心部とを結ぶ全長約2.1キロメートルの幹線道路の福岡市道路愛称である。国道202号の福重交差点から北上し、愛宕通りが交差する西区役所南入口交差点を直進して、姪浜駅の西側にある西区役所前交差点及び姪浜駅西交差点を通って明治通りの姪浜五丁目交差点に至る。

道路の写真
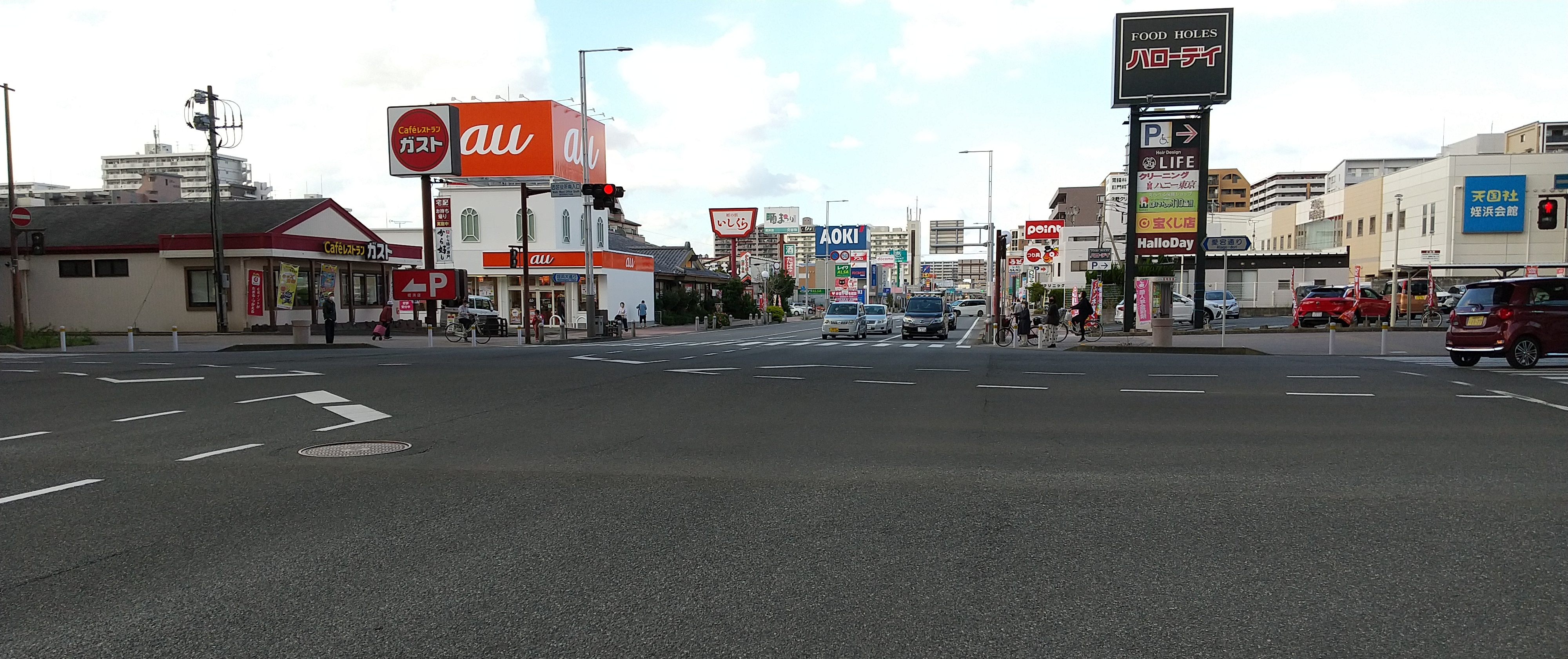

## 由来
福岡市道路愛称の「姪浜大通り」は平成18年度に西区において、区のシンボルロードとして「姪浜大通り」に愛称を決定し、この愛称が市民に定着していたことから2009年（平成21年）に市制施行120周年記念として付けられた。

## 周辺
- 姪浜駅
- 福岡市西区役所
- 西区保健福祉センター（西保健所）
- ウエストコート姪浜

## 通過する自治体
- 福岡県福岡市西区

## 接続する主な通り
| 交差する道路         | 交差する道路 | 交差する場所         |
| -------------------- | ------------ | -------------------- |
| 福岡市道千代今宿線   | 明治通り     | 姪浜五丁目交差点     |
| 福岡市道豊浜拾六町線 | 愛宕通り     | 西区役所南入口交差点 |
| 国道202号            | 今宿新道     | 福重交差点           |